# Peter Simon (Bibliophiler)
Peter Simon (* 26. Februar 1732 in Hamburg; † 6. Juni 1782 in Hamburg) war ein deutscher Jurist, Bibliophiler und Sammler in Hamburg.

## Leben
Peter Simon schlug wie sein Großvater Johann Heinrich Simon d. Ä. und Vater Johann Heinrich Simon d. J. die Juristenlaufbahn ein.
Er beschäftigte sich vor allem mit Bibliographie und Numismatik. Simon blieb unverheiratet und verfügte bereits 1772 testamentarisch, dass seine wertvollen Sammlungen nach seinem Tod an die Hamburger Stadtbibliothek (heute Staats- und Universitätsbibliothek Hamburg) übergehen sollen. Es ist anzunehmen, dass er zusammen mit seinem jüngeren Bruder Heinrich Simon schon auf eine gut bestückte väterliche Bibliothek zurückgreifen konnte, die sicher auch Kunstwerke und Kuriositäten im Sinne eines Raritätenkabinetts enthielt.

## Wirken
Die Simonschen Sammlungen reihen sich in die große Zahl Hamburger Kunst- und Büchersammlungen ein, die in verschiedenen Künstlerverzeichnissen oder in Auktionskatalogen dokumentiert sind. In diesen Verzeichnissen tauchen die beiden Brüder Simon als Sammler zwar nicht auf, dennoch ist anzunehmen, dass auch deren vermutlich kleineren Sammlungen in Hamburg bekannt waren und die Brüder sich in Kreisen bewegten, die der Kunst und Kultur zugeneigt waren und diese förderten. Dabei war Peter Simon offenbar der aktivere. So gehörte dieser schon im Gründungsjahr der Patriotischen Gesellschaft von 1765 zu deren Mitgliedern. Die bis heute in Hamburg aktive Gesellschaft mit dem Bienenkorb als Sinnbild und dem Motto Emolumento publico („dem Wohl der Allgemeinheit“) hatte sich in besonderem Maße „zur Beförderung der Künste und Nützlichen Gewerbe“ in der Hansestadt berufen gefühlt. Leider gibt es keine Hinweise über die Menge der Kupferstiche, die aus Peter Simons Sammlung in die Staats- und Universitätsbibliothek Hamburg gelangt sind. Es ist zu vermuten, dass die zuweilen mit den Initialen P.S. markierten Blätter aus Peter Simons Vermächtnis stammen. Seine Bücher hat er mit seinem Namen, Datum des Erwerbs und meistens auch mit seinem Exlibris gekennzeichnet.